# Pic de Bonvoisin
Il Pic de Bonvoisin (3.480 m s.l.m.) è una montagna del Massiccio degli Écrins che si trova nel dipartimento francese delle Alte Alpi.

## Caratteristiche
La montagna è collocata appena a sud del Pic Jocelme.
A nord-est della montagna si trova il Refuge des Bans.